# (9090) Chirotenmondai
(9090) Chirotenmondai est un astéroïde de la ceinture principale.

## Description
(9090) Chirotenmondai est un astéroïde de la ceinture principale. Il fut découvert le 28 octobre 1995 à Kitami par Kin Endate et Kazuro Watanabe. Il présente une orbite caractérisée par un demi-grand axe de 2,75 UA, une excentricité de 0,10 et une inclinaison de 13,7° par rapport à l'écliptique.

## Compléments